# اسکلدول
اسکلدول (به انگلیسی: Scaldwell) یک روستا و محله مدنی در بریتانیا است که در Daventry واقع شده‌است. اسکلدول ۳۰۲ نفر جمعیت دارد.